# 刘镇武

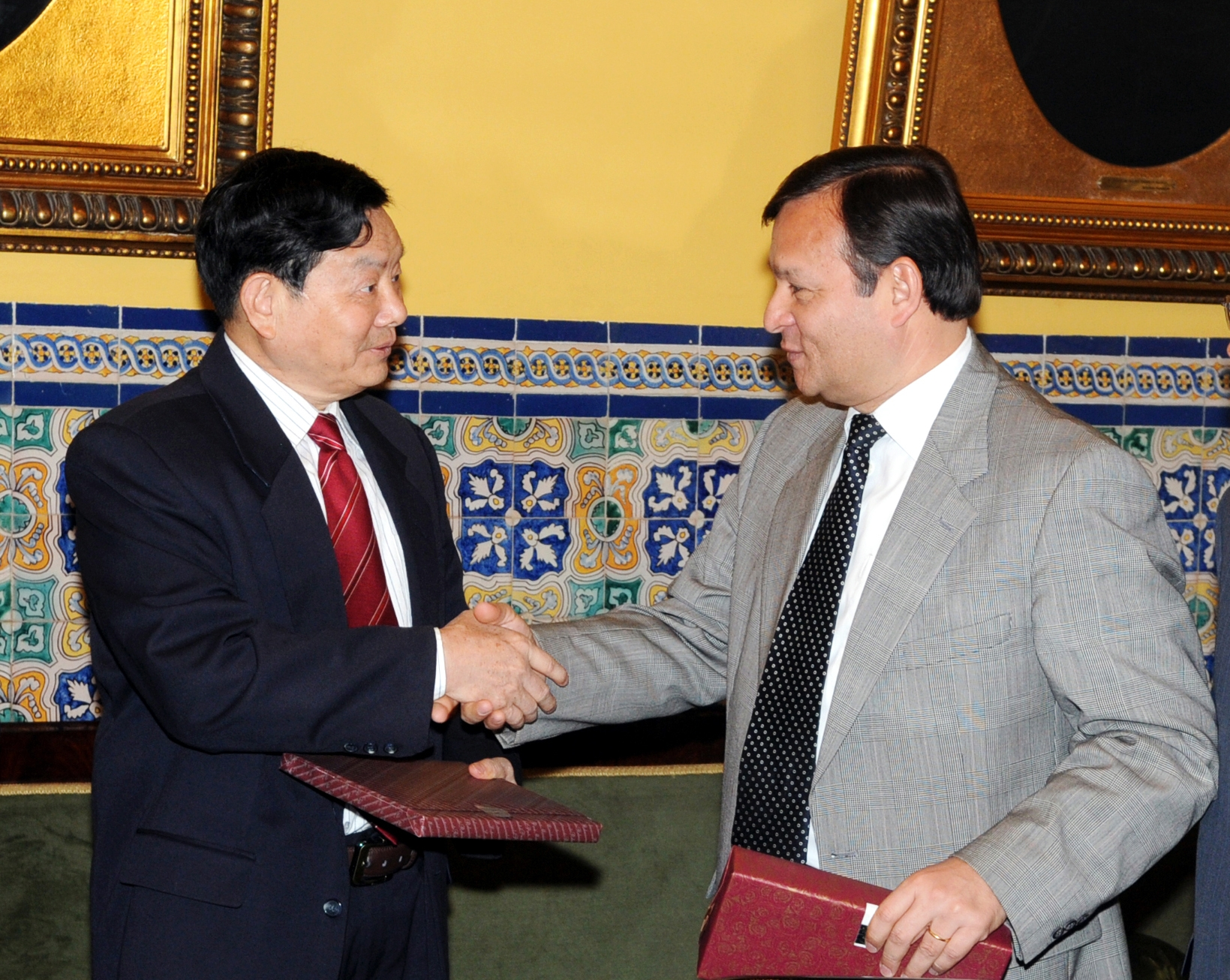
2010年9月访问秘鲁

刘镇武（1945年8月25日—），湖南省南县人。中国人民解放军上将，曾任中國人民解放軍駐香港部隊首任司令員、廣州軍區副司令員、司令員、中國人民解放軍副總參謀長，中国共产党第十五届中央委员会候補委員、十六屆中央委員，浙江大学教育学院兼职教授。

## 生平
刘镇武1961年入伍，进入中国人民解放军第四十二军，1992年7月任第四十二集团军军长，1994年被任命为驻港部队首任司令员。
1996年7月，應時任駐港英軍司令鄧守仁少將的邀請訪問香港，這是他第一次到港。1997年7月1日香港主權移交予中華人民共和國，率領駐港解放軍正式進駐香港。1990年晉升少將軍銜，1997年晉升中將軍銜，因2002年抗击长江流域大洪水中调兵得法于2004年6月20日晉升上將軍銜。2007年6月與解放軍副總參謀長章沁生中將互調，章沁生任廣州軍區司令員，劉鎮武任解放軍副總參謀長。2009年7月，刘镇武退役。